# Beaumont-lès-Valence
Beaumont-lès-Valence (okzitanisch: Bèumont de Valença) ist eine französische Gemeinde mit 4272 Einwohnern (Stand: 1. Januar 2022) im Département Drôme in der Region Auvergne-Rhône-Alpes; sie gehört zum Arrondissement Valence und zum Kanton Valence-3. Die Einwohner heißen Beaumontois(es).

## Geographie
Beaumont-lès-Valence liegt am Fluss Véore, einem Zufluss der Rhône, in den hier der Guimand mündet. Beaumont-lès-Valence wird umgeben von den Nachbargemeinden Valence im Norden und Nordwesten, Malissard im Nordosten, Montvendre im Osten, Montmeyran im Südosten sowie Montéléger im Süden und Westen.

## Geschichte
1226 wird der Ort als Villa Bellimontis erwähnt. Reste eines römischen Landhauses können aber bereits in das zweite nachchristliche Jahrhundert datiert werden. 

## Bevölkerungsentwicklung
| Jahr                       | 1962 | 1968 | 1975 | 1982 | 1990 | 1999 | 2006 | 2016 |
| Einwohner                  | 1252 | 1333 | 1873 | 2667 | 3117 | 3679 | 3775 | 3670 |
| Quellen: Cassini und INSEE |      |      |      |      |      |      |      |      |

## Sehenswürdigkeiten

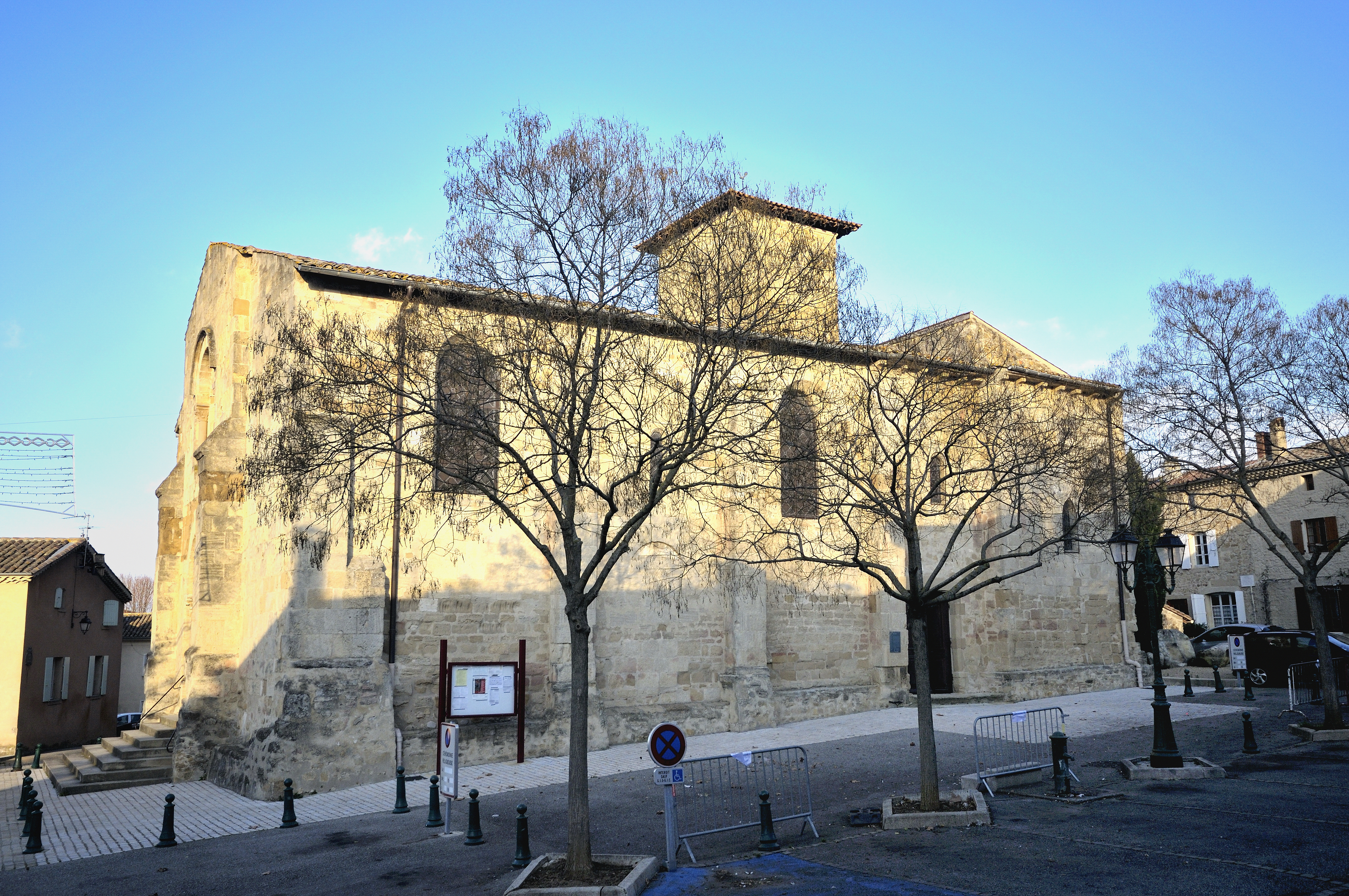
Kirche in Beaumont

- befestigtes Tor der Stadtmauer aus dem 14. Jahrhundert (vermutlich 1336) mit Uhrwerk im Campanile
- Simultankirche Notre-Dame aus dem 12. Jahrhundert (Monument historique)
- Domäne Laye mit den römischen Ausgrabungen
- Le Pont-de-Quart, Brücke über den Véore aus dem Jahre 1483

## Gemeindepartnerschaft
Mit der schweizerischen Gemeinde Vétroz im Kanton Wallis besteht seit 2005 eine Partnerschaft.

## Persönlichkeiten
- Adrien Borel (1886–1966), Psychiater, Schüler Freuds
- Sébastien Chabal (* 1977), Rugbyspieler